# موز أصفر
موز أصفر (الاسم العلمي:Musa lutea) هو نوع من النباتات يتبع جنس الموز من فصيلة الموزية.